# Nagy bokorpálma
A nagy bokorpálma (Licuala grandis) az egyszikűek (Liliopsida) osztályának pálmavirágúak (Arecales) rendjébe, ezen belül a pálmafélék (Arecaceae) családjába tartozó faj.

## Előfordulása
A nagy bokorpálma kertekben és parkokban minden nedves trópusi területen megtalálható. Eredetileg a Pápua Új-Guineától délkeletre fekvő Vanuatu szigetről származik.

## Megjelenése
A pálma felálló törzsű, 2-3 méter magas. A törzs nagyon vékony, legalább felül idős levélnyelek maradványai borítják. Levele legyezőszerű, valamivel több mint fél- vagy jó háromnegyed kör alakú, körülbelül 1 méter átmérőjű, túlnyomórészt laposan szétterülő, a legyezősugarak csak az utolsó centimétereken különülnek el egymástól, és a csúcsukon kéthasábúak. A levélnyél legfeljebb 1 méter hosszú. Sárga, körülbelül 1 centiméteres virágai többszörösen elágazó virágzatokban fejlődnek, amelyek a levelek között erednek, és többnyire csak kissé emelkednek föléjük. Termése világító világospiros, körülbelül 1 centiméter átmérőjű. A terméságazatok csüngők.

## Képek

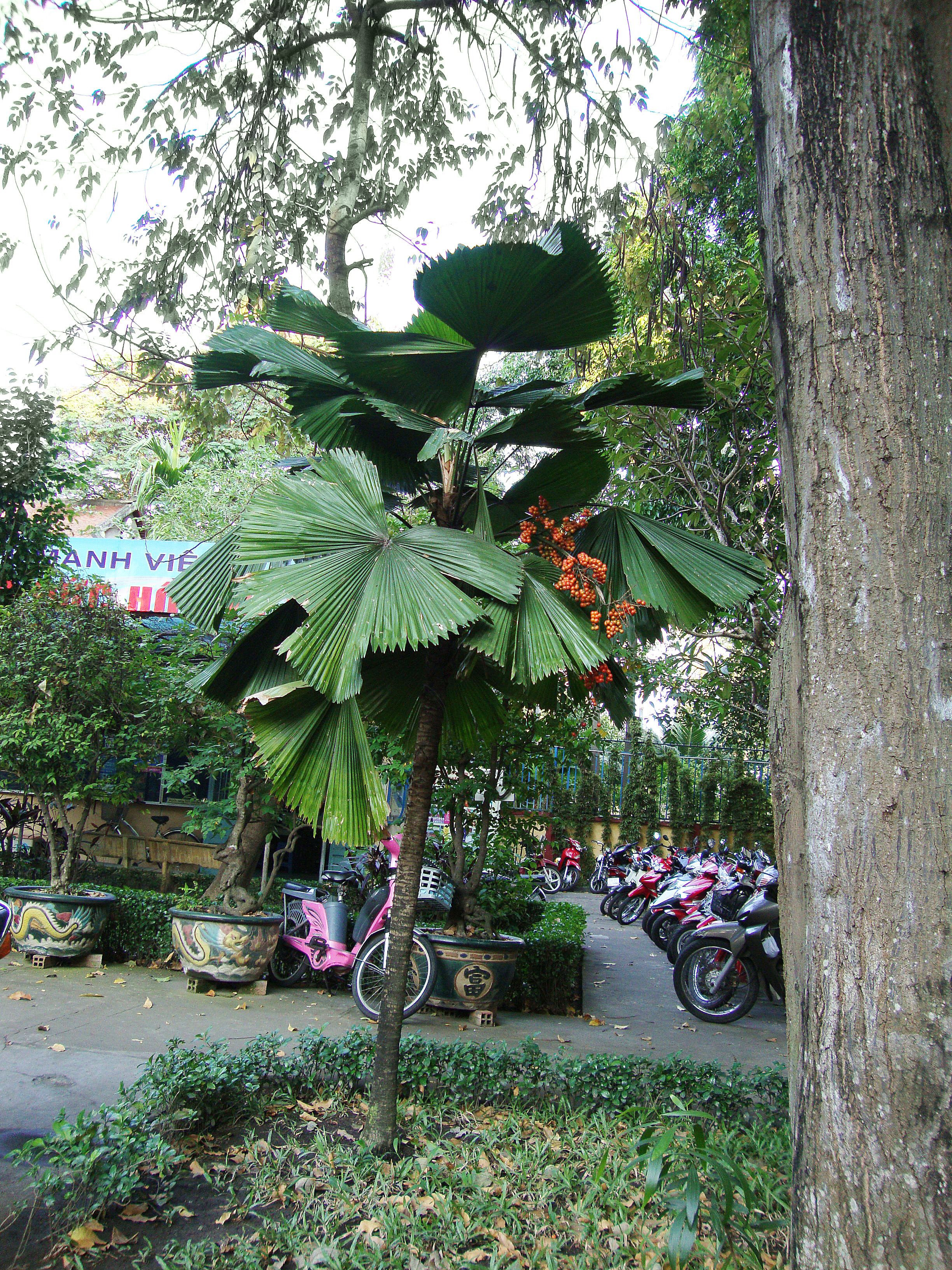
A növény
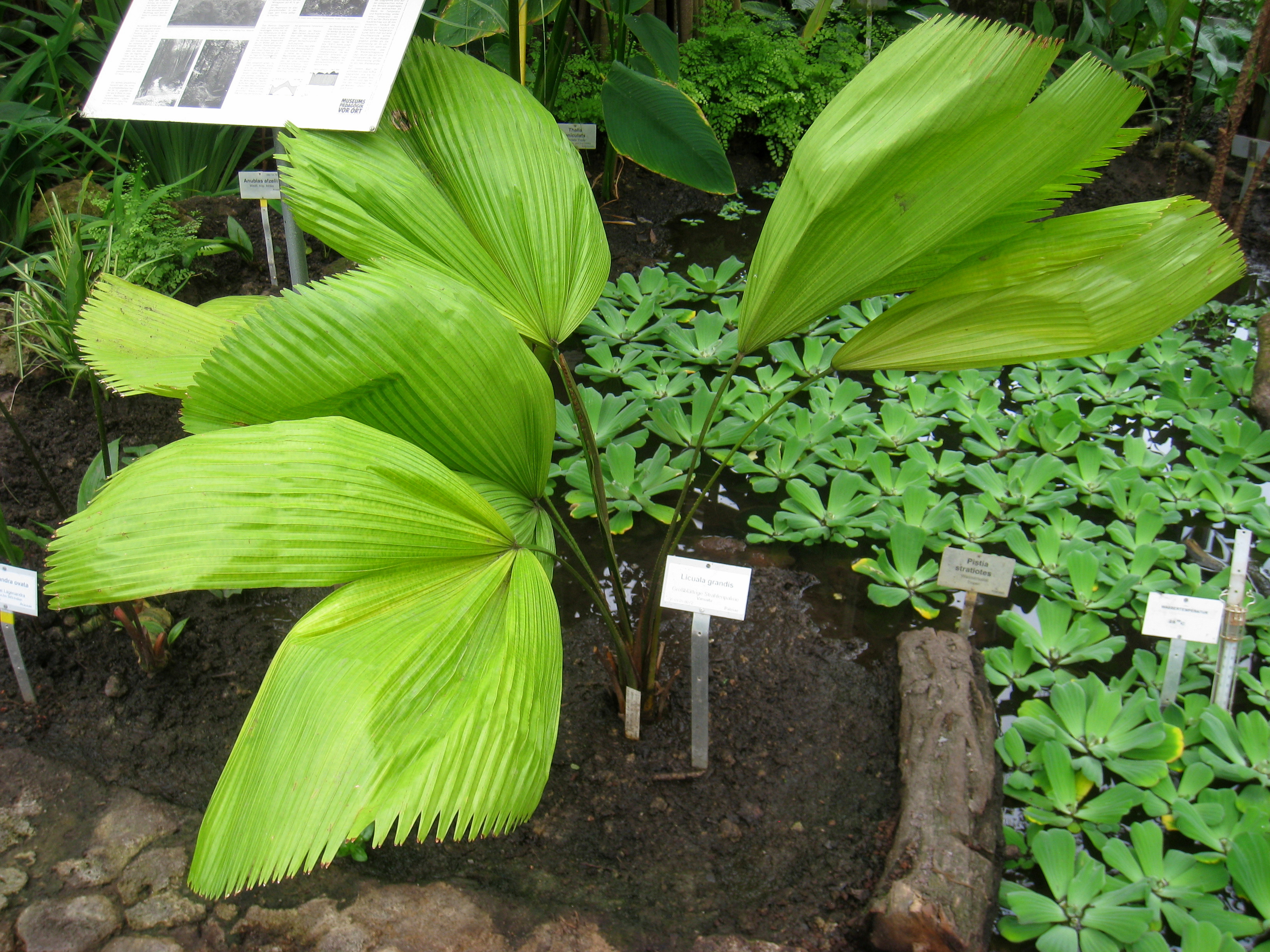
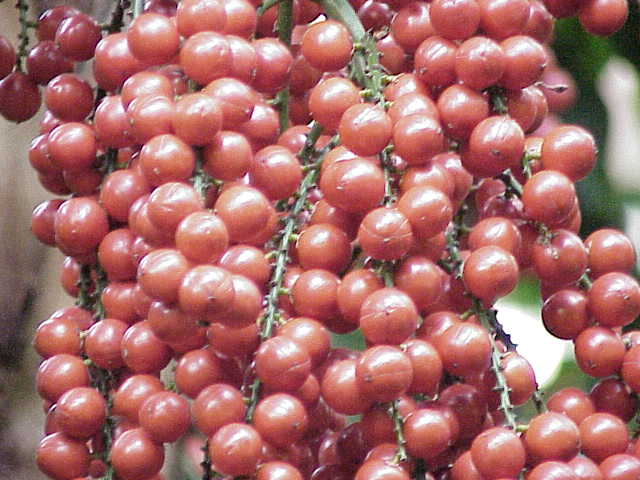
Termései
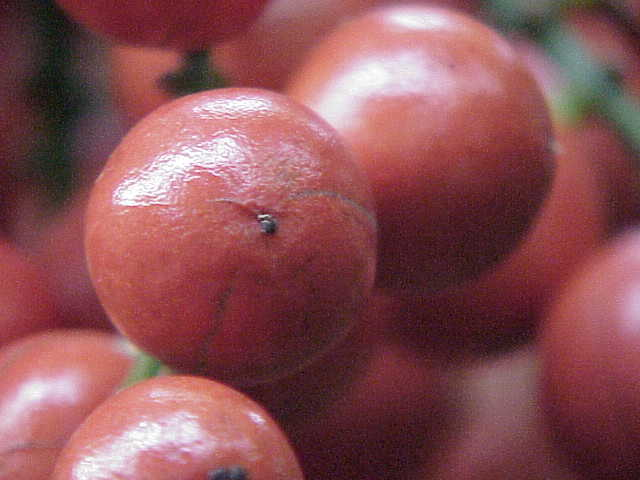
közelről
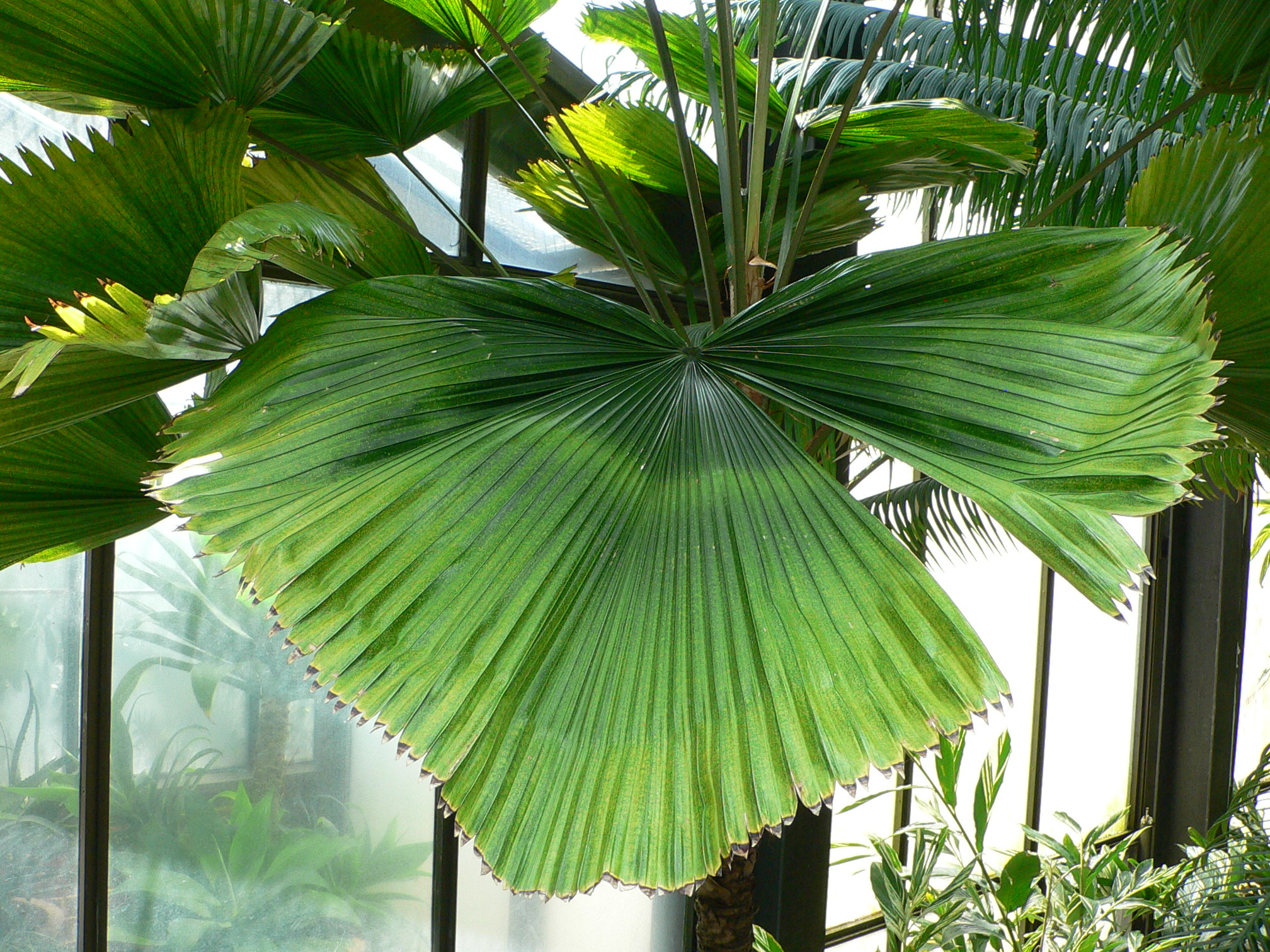
Levelei
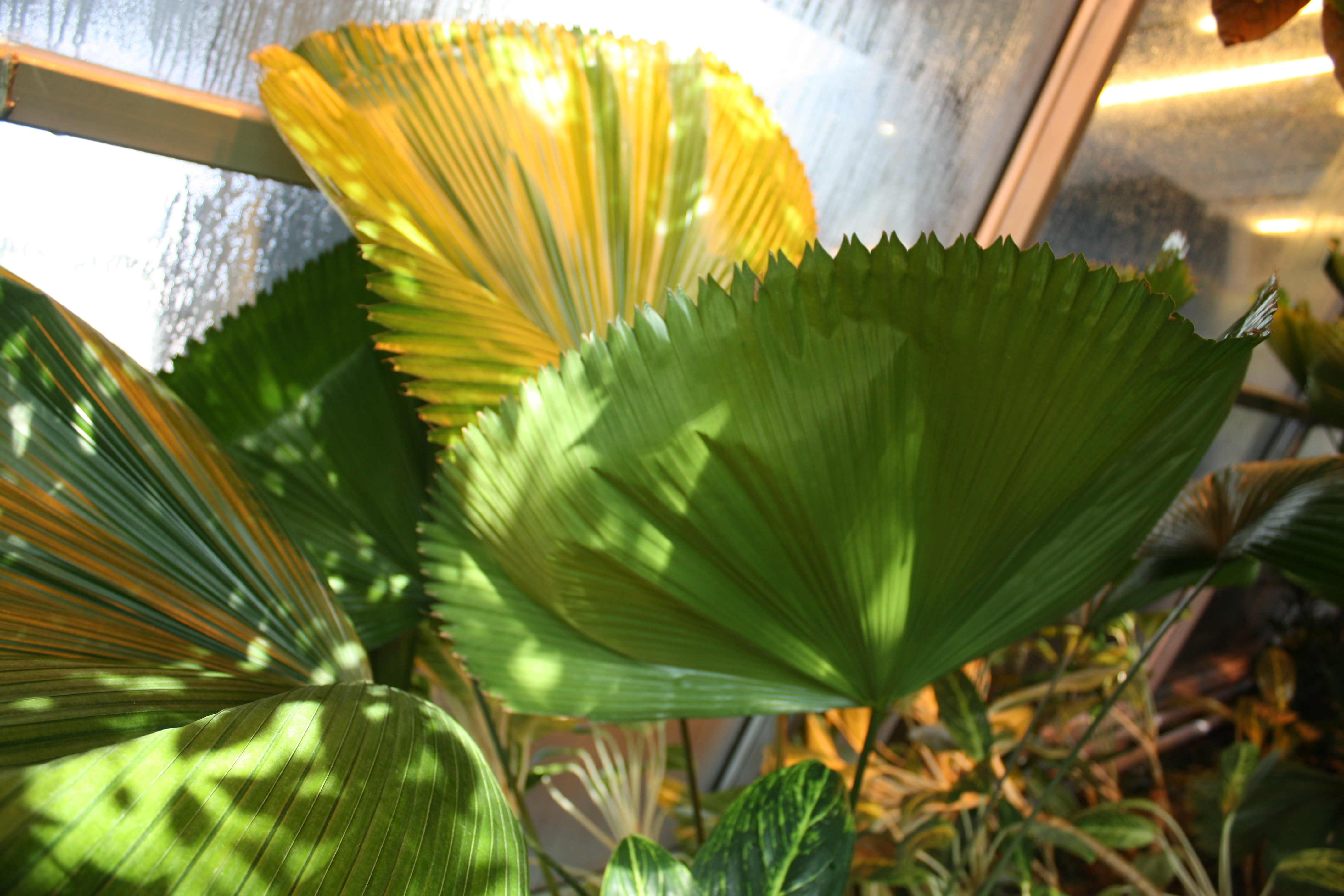